# Stripped (Depeche Mode)
Stripped is een nummer van de Britse synthpopband Depeche Mode uit 1986. Het is de eerste single van hun vijfde studioalbum Black Celebration.

## Achtergrondinformatie
"Stripped" gaat over een verlangen om te ontsnappen uit de oppervlakkigheid en hectiek van het moderne leven, en om terug te keren naar iets puurs, eenvoudigs en echts. De zanger vraagt zijn geliefde om letterlijk en figuurlijk "gestript" te worden van alles wat artificieel is, zodat ze samen iets echt kunnen ervaren. Het nummer gaat ook over het verlangen om iemand écht te leren kennen, zonder maskers of afleiding. In bredere zin weerspiegelt het nummer een vervreemding van de moderne maatschappij, waarin mensen steeds meer afstand ervaren tot de natuur, zichzelf en elkaar. De productie van het nummer (met industriële geluiden en een donkere sfeer) versterkt die thematiek van vervreemding en het verlangen naar echtheid.
Het nummer werd een hit in een aantal Europese landen, met bijvoorbeeld een 15e positie in het Verenigd Koninkrijk. In het Nederlandse taalgebied deed de plaat niets in de hitlijsten.

## Tracklijst
- 7"

1. "Stripped" – 3:52
2. "But Not Tonight" – 4:15

- 12"

1. "Stripped (Highland Mix)" – 6:42
2. "But Not Tonight (Extended Remix)" – 5:13
3. "Breathing in Fumes" – 6:07
4. "Fly on the Windscreen (Quiet Mix)" – 4:24
5. "Black Day" – 2:37

- CD

1. "Stripped" – 3:52
2. "But Not Tonight" – 4:15
3. "Stripped (Highland Mix)" – 6:42
4. "But Not Tonight (Extended Remix)" – 5:13
5. "Breathing in Fumes" – 6:07
6. "Fly on the Windscreen (Quiet Mix)" – 4:24
7. "Black Day" – 2:37